# Episode 2
«Episode 2» es el cuarto LP de la banda japonesa Dragon Ash, perteneciente al álbum Lily of Da Valley y lanzado en el 2000.
"Episode 2" es una canción con colaboración de SHUN y SHIGEO de Skebo King. Esta canción, es una continuación de Episode 1 ft. Kenji, canción de Skebo King del sencillo Episode 1, lanzado en marzo de 2000. También en el 2000, SHINGEO se unió a los otros miembros de Dragon Ash; Kenji y DJ BOTS para formar Steady & Co.

## Lista de canciones

### Lado A
1. «Episode 2» – 4:11
2. «Episode 2» (Instrumental) – 4:11

### Lado B
1. «Episode 2» (DJ FUMIYA Remix) – 4:39
2. «Episode 2» (DJ FUMIYA Remix Instrumental) – 4:39
3. «Episode 2» (A-capella) – 4:11

- Datos: Q5383531